# Bathylaimus setosicaudatus
Bathylaimus setosicaudatus is een rondwormensoort uit de familie van de Tripyloididae. De wetenschappelijke naam van de soort is voor het eerst geldig gepubliceerd in 1961 door Timm.